# Senofilo
Senofilo di Calcide (in greco antico: Ξενόφιλος?, Xenòfilo; IV secolo a.C. – Atene, ...) è stato un filosofo, teorico della musica e compositore greco antico della scuola pitagorica.

## Biografia
Originario di Calcide, visse intorno al IV secolo a.C. e fu un filosofo e teorico della musica . Fu maestro di Aristosseno  prima che questi divenisse seguace di Aristotele.
Plinio il Vecchio racconta che Senofilo visse senza alcun problema di salute per 105 anni  La stessa notizia è riportata dallo scrittore latino Ambrogio Teodosio Macrobio, che lo cita nei Saturnalia indicando Atene come luogo della sua morte 
Anche Montaigne, nei Saggi, cita il musico Senofilo “che visse centosei anni in perfetta salute”. 
In un aneddoto riportato da Hegel al § 153 nei Principi della filosofia del diritto si racconta che Senofilo alla domanda «Qual è il modo per educare bene il proprio figlio?» rispondesse: «Fallo cittadino di uno Stato dotato di buone leggi». In Diogene Laerzio si legge che fu Aristosseno a porre la domanda e che Senofilo rispondesse: «Tuo figlio sarà educato bene se sarà nato in una città ben governata» a evidenziare che una buona educazione dipende dalla situazione storica contingente. Risposte simili si ritrovano attribuite a altri personaggi tra i quali, secondo Senofonte, Socrate.